# Wiltshire (circonscription du Parlement européen)
Pour les articles homonymes, voir Wiltshire.
Avant l’adoption uniforme de la représentation proportionnelle en 1999, le Royaume-Uni utilisait le système uninominal à un tour pour les élections européennes en Angleterre, en Écosse et au pays de Galles. Les conscriptions du Parlement européen utilisées dans ce système étaient plus petites que les circonscriptions régionales les plus récentes et ne comptaient chacune qu'un seul membre au Parlement européen. La circonscription du Wiltshire était l'une d'entre elles.
La circonscription se composait des circonscriptions du Parlement de Westminster de Devizes, Newbury, North Wiltshire, Salisbury, Swindon, Wantage, Westbury.
La circonscription a été représentée pendant toute son existence par Caroline Jackson. Aux élections européennes de 1994, il y a eu des changements de limites. La majeure partie du Wiltshire est alors devenue une partie de la nouvelle circonscription du Wiltshire North and Bath, qui a de nouveau élu Caroline Jackson.

## Membre du Parlement européen
| Élection                    | Élection | Portrait | Membre           | Parti        |
| --------------------------- | -------- | -------- | ---------------- | ------------ |
|                             | 1984     |          | Caroline Jackson | Conservateur |
| 1994 circonscription abolie |          |          |                  |              |

## Résultats des élections
Les candidats élus sont indiqués en gras.
| Parti         | Parti                                  | Candidat         | Voix    | %    | ± |
| ------------- | -------------------------------------- | ---------------- | ------- | ---- | - |
|               | Conservateur                           | Caroline Jackson | 86,873  | 47,5 | ' |
|               | Alliance                               | Jack Ainslie     | 60,404  | 33,1 |   |
|               | Travailliste                           | P. Whiteside     | 35,457  | 19,4 |   |
| Majorité      | Majorité                               | Majorité         | 26,469  | 14,4 |   |
| Participation | Participation                          | Participation    | 182,734 |      |   |
|               | Conservateur vainqueur (nouveau siège) |                  |         |      |   |

| Parti         | Parti                | Candidat             | Voix    | %    | ±     |
| ------------- | -------------------- | -------------------- | ------- | ---- | ----- |
|               | Conservateur         | Caroline Jackson     | 93,200  | 44,4 | -3.1  |
|               | Travailliste         | G.A. Harris          | 46,887  | 22,3 | +2.9  |
|               | Green                | J.V. Hughes          | 46,735  | 22,3 | New   |
|               | SLD                  | P.N. Crossley        | 18,302  | 8,7  | -24.4 |
|               | Indépendant          | J.A. Cade            | 4,809   | 2,3  | New   |
| Majorité      | Majorité             | Majorité             | 46,313  | 22,1 | +7.7  |
| Participation | Participation        | Participation        | 209,933 |      |       |
|               | Conservateur retenir | Conservateur retenir | Swing   |      |       |